# Etaxalus marmoratus
Etaxalus marmoratus är en skalbaggsart som beskrevs av Stefan von Breuning 1950. Etaxalus marmoratus ingår i släktet Etaxalus och familjen långhorningar. Inga underarter finns listade i Catalogue of Life.